# Fumetti a sinistra un mondo dentro al balloon
Fumetti a sinistra: un mondo dentro al balloon è una trasmissione radiofonica di Radio Città Fujiko, condotta da Alfredo Pasquali e Morena Moretti e prodotta, oltre che dall'emittente radiofonica stessa, dal Comitato Ricerche Associazione Pionieri.
La prima puntata andò in onda sabato, 6 maggio 2017. La prima stagione venne trasmessa il sabato. Dalla seconda stagione, le trasmissioni vennero spostate la domenica pomeriggio – sempre a cadenza settimanale – alle ore 16.00. Dal 5 ottobre 2022 la trasmissione sposta le sue dirette al mercoledì alle ore 13.30. Nelle prime sette stagioni sono state trasmesse oltre duecento puntate.

## Storia
Fumetti a Sinistra: un mondo dentro al balloon nasce nel maggio 2017, come rubrica settimanale di Radio Città Fujiko in collaborazione con il Comitato Ricerche Associazione Pionieri. Un format di mezz’ora condotto da Morena Moretti e Alfredo Pasquali il quale indaga, in modo particolare, sul giornalino per ragazzi Pioniere di Gianni Rodari e Dina Rinaldi, una pubblicazione della sinistra italiana del secondo dopoguerra, circa i temi trattati del Pioniere e della storia dei fumetti, della loro evoluzione con interviste a chi era ed è stato protagonista di quel periodo, come a persone che oggi orbitano nel mondo del fumetto.

## Progetto editoriale
La trasmissione, in onda la domenica alle 16.00 su Radio Città Fujiko e in podcast, per lo più dedica una prima parte a quell’esperienza editoriale promossa dall’allora Partito Comunista Italiano e, per legare gli anni '50 fino a oggi; la seconda parte, si focalizza maggiormente sull’attualità.
La rubrica affronta diversi filoni d'indagine:
- la storia del fumetto italiano, dalle vignette del ventennio alle graphic novels, con un'attenzione particolare rivolta al Pioniere di Gianni Rodari e Dina Rinaldi, e interviste a esperti e protagonisti di quell'avventura editoriale come Marcello Argilli, Giulia Mafai, Amedeo Gigli, Remigio Barbieri, Luciana Romoli e altri;
- le organizzazioni territoriali dell’Associazione Pionieri Italiani di Carlo Pagliarini;
- il contesto storico dell’epoca e del dibattito delliintellettualità di sinistra;
- la questione politica della organizzazione e dello sviluppo della sinistra in Italia all’interno della Repubblica Italiana;
- l’aspetto della questione pedagogica e dei modelli educativi del secolo scorso e della loro attualità.

Gran parte del lavoro di redazione si è valso del contributo dell'archivio storico del Comitato Ricerche Associazione Pionieri a disposizione di appassionati e ricercatori, dove ritrovare tutte le pubblicazioni del Pioniere dalla sua nascita fino alla sua chiusura, le pubblicazioni che hanno preceduto il Pioniere, documenti politici ed editoriali testimonianti il dibattito nel PCI sulla questione giovanile.
La redazione della trasmissione ha partecipato a diverse iniziative in Italia per illustrare la storia del giornalino e le sue implicazioni culturali. Nella sede di Radio Città Fujiko, inoltre, risiede un archivio storico cartaceo che si affianca a quello online del Pioniere.

## Eventi

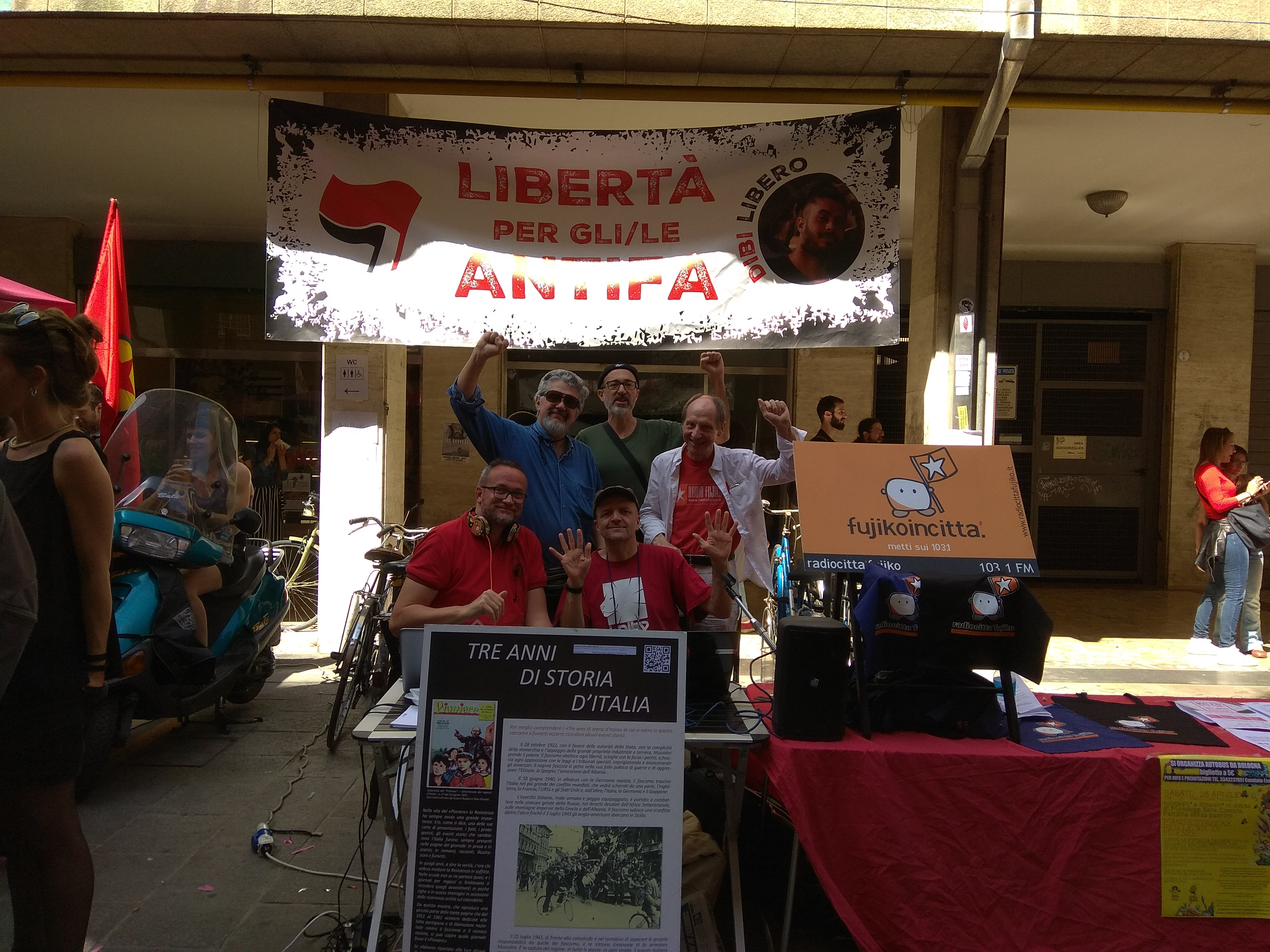
Radio Città Fujiko e il Comitato Ricerche Associazione Pionieri presentano la trasmissione radiofonica Fumetti a sinistra: un mondo dentro al balloon in occasione dell'Anniversario della Liberazione, 25 aprile 2018.

La trasmissione, ha promosso mostre didattiche e culturali sulla storia dei fumetti del secondo dopoguerra fino agli anni '70. A fianco, un'iniziativa svoltasi a Bologna nel 2018.
Da queste trasmissioni, è nata la pubblicazione Chi ha ucciso Cipollino? di Alfredo Pasquali edita dal Comitato Ricerche Associazione Pionieri (2020): un saggio romanzato sulla falsariga di Dieci Piccoli Indiani di Agatha Christie, che racconta in modo leggero e divertente, ma al contempo rigoroso, la storia dell’Associazione Pionieri Italiani e del suo giornalino.